# Показное (Николаевская область)
Показное (укр. Показне) — село в Новобугском районе Николаевской области Украины.
Население по переписи 2001 года составляло 224 человек. Почтовый индекс — 55650. Телефонный код — 5151. Занимает площадь 0,61 км².

## Местный совет
55650, Николаевская обл., Новобугский р-н, с. Вольное Запорожье, ул. Москаленка